# Pont-l’Abbé
Pont-l’Abbé település Franciaországban, Finistère megyében. Lakosainak száma 8403 fő (2022. január 1.). Pont-l’Abbé Combrit, Loctudy, Plobannalec-Lesconil, Plomeur, Plonéour-Lanvern és Tréméoc községekkel határos.

## Népesség
A település népességének változása:
| Lakosok száma | 6791 | 7266 | 7374 | 8132 | 8304 | 8206 | 8250 | 8369 | 8392 | 8403 |
|               | 1968 | 1982 | 1990 | 2006 | 2013 | 2015 | 2017 | 2019 | 2020 | 2022 |